# Либенау (Нижняя Саксония)
Либенау (нем. Liebenau) — община в Германии, в земле Нижняя Саксония.
Входит в состав района Ниэнбург-на-Везере. Подчиняется управлению Либенау. Население составляет 3777 человек (на 31 декабря 2010 года). Занимает площадь 90,69 км².
| Год  | Население |
| ---- | --------- |
| 1990 | 4298      |
| 1995 | 4631      |
| 2000 | 4144      |
| 2005 | 4004      |
| 2010 | 3802      |